# Mount Pasco
Mount Pasco är ett berg i Antarktis. Det ligger i Östantarktis. Australien gör anspråk på området. Toppen på Mount Pasco är 1 767 meter över havet.
Terrängen runt Mount Pasco är lite kuperad, och sluttar söderut. Trakten är obefolkad. Det finns inga samhällen i närheten.